# The Drew Carey Show
The Drew Carey Show är en amerikansk sitcom som sändes i nio säsonger mellan 1995 och 2004. Serien skapades av bland andra Drew Carey själv. Totalt gjordes 233 avsnitt i 9 säsonger. 

## Handling
Serien fokuserar på Drew Carey och hans vänner Kate, Lewis, Oswald, hans chef, den hänsynslöse britten Mr. Wick och Wicks sekreterare: Den översminkade Mimi, som sitter mittemot Drew på hans jobb som personalchef på varuhuset Winfred-Louder. Tittarna följer Drew genom hans många förhållanden, hans konstanta "kamp" med Mimi, och hans bryggeri, där han, samt Kate, Lewis och Oswald brygger öl med kaffesmak vid namnet: Buzz Beer.

## Rollista i urval
- Drew Carey - Drew Carey
- Diedrich Bader - Oswald Lee Harvey
- Kathy Kinney - Mimi Bobeck Carey
- Ryan Stiles - Lewis Kiniski
- Christa Miller - Kate O'Brien
- Ian Gomez - Larry Almada
- Craig Ferguson - Nigel Wick
- John Carroll Lynch - Steve Carey